# Amanda Tapping
Amanda Tapping (28 de agosto de 1965 en Rochford, Essex, Reino Unido) es una actriz canadiense conocida por su interpretación de Samantha Carter en las series de televisión Stargate SG-1, Stargate Atlantis y Stargate Universe.

## Biografía
Nació en Rochford, en Essex (Inglaterra), pero su familia se mudó a Ontario, Canadá, cuando ella tenía 3 años. Después de graduarse en el North Toronto Collegiate Institute (clase de 1984), Amanda (también conocida por Mandy), estudió en la Universidad de Windsor, más específicamente en el Colegio de Artes Dramáticas en Windsor, Ontario.
Después de terminar sus estudios en artes teatrales, comienza a tomar pequeños papeles teatrales y a aparecer en anuncios de TV. También comienza a tener pequeñas interpretaciones en series de TV como The Outer Limits The X-Files y Millennium. Además forma un grupo teatral de comedia llamado Random Acts con dos amigas suyas, Katherine Jackson y Anne Marie Kerr, en Toronto a principios de los años 1990.
Su papel más reconocido es el de la Samantha Carter, una científica militar, que es uno de los personajes protagonistas de la serie de ciencia ficción Stargate SG-1. Se mantuvo en la serie toda su duración, desde 1997.
Cuando esta finalizó, tras 10 temporadas, se movió a la otra serie de la franquicia Stargate Atlantis durante una temporada, interpretando el mismo papel.
Produjo y protagonizó la serie fantástica Sanctuary, dónde interpretaba a la Dra. Helen Magnus. La serie fue cancelada en la cuarta temporada, en 2011, debido a sus bajos niveles de audiencia.

## Experiencia como directora
La primera experiencia de Tapping como directora fue en el episodio de Stargate SG-1, titulado Resurrection (episodio 19, temporada 7), escrito por su compañero en la serie Michael Shanks. Dirigió el séptimo episodio de las segunda temporada de Sanctuary titulado "Veritas". También dirigió varios capítulos (6, 8 y 10) de Primeval: New World y tres episodios (2.12; 3.06; 3.07) de Continuum. Así como también ha dirigido varios capítulos (5, 6, 9 y 10, hasta ahora) de Olympus. También dirigió varios episodios de la serie Travelers. Desde 2020 es directora en la serie Motherland: Fort Salem, junto con otros como Eliot Laurence, creador de la serie. 

## Vida privada
Amanda está casada con Alan Kovacs, carpintero de profesión, con quien vive en Vancouver, en la Columbia Británica. Tienen una hija, Olivia B., nacida el 22 de marzo de 2005.

## Filmografía
- Travelers (2017) - Temporada 2 (Dra. Katrina Perrow)
- Supernatural (2013) -Temporada 8 recurrente
- Taken Back: Finding Haley (2012)
- Sanctuary (2007- 2011)
- Stargate Universe (2009) - Episodio Piloto
- Stargate: Continuum (2008)
- Stargate: The Ark of Truth (2008)
- Stargate Atlantis (2007-2008) como regular, y (2004-2007, 2008-2009) como recurrente
- Legend of Earthsea (miniserie de TV) (2004)
- Proof Positive (2004 - 2005)
- Traffic (2004)
- Life or Something Like It (2002)
- Stuck (2002)
- The Void (2001)
- Blacktop (2000)
- Stargate SG-1 (1997-2007)
- Booty Call (1997)
- The Donor (1997)
- Expediente X (1996) - Avatar (Como Carina Sayles)
- What Kind of Mother Are You? (1996)
- Golden Will: The Silken Laumann Story (1996)
- Remembrance (1996)
- Flash Forward (1996)
- Degree of Guilt (1995)
- The Haunting of Lisa (1995)
- Net Worth (1995)
- Rent-A-Kid (1995)